# François-Marie Raoult
François-Marie Raoult, född 10 maj 1830 i Fournes-en-Weppes i departementet Nord, död 1 april 1901 i Grenoble, var en fransk kemist.
Raoult verkade som lärare i kemi vid lyceet i Sens från 1862, doktorerade 1863 i Paris på en avhandling om elektromotorisk kraft, förflyttades 1867 som kemilärare till Faculté des sciences i Grenoble, där han blev professor 1870. Hans arbeten avhandlar framför allt termokemi och elektrokemi. Raoult upptäckte lagen för fryspunktsnedsättningen och kokpunktsförhöjningen hos lösningar, den så kallade Raoults lag. Han beskrev också den efter honom uppkallade metoden för bestämningar av molekylvikten hos organiska föreningar, baserad på mätning av fryspunktsnedsättningen. Metoden förbättrades senare av Ernst Otto Beckmann. Han tilldelades Davymedaljen 1892.